# Михна, Марта
Марта Михна (нем. Marta Michna, урождённая Зелиньска (пол. Zielińska); род. 30 января 1978, Глогув) — немецкая, ранее польская, шахматистка, гроссмейстер среди женщин (1999).

## Биография
Шахматами стала заниматься в возрасте восьми лет. В 1990-е годы стала одной из ведущих юных шахматисток Польши. В 1995 году в Вердене победила на юниорском чемпионате Европы среди девушек в возрастной группе U18, а в 1996 году в Менорке победила на юниорском чемпионате мира среди девушек в возрастной группе U18. Многократный призёр женских чемпионатов Польши по шахматам, в которых завоевала золотую (2003), серебряную (2002) и 4 бронзовые (1994, 1996, 1998, 2000) медали. В 2019 г. стала чемпионкой Германии.
Участвовала в женских чемпионатах мира по шахматам:
- В 2000 году попала во второй круг, где проиграла Екатерине Ковалевской[2],
- В 2001 году в первом круге победила Нону Гаприндашвили, а во втором круге проиграла Эльмире Скрипченко[3],
- В 2006 году в первом круге проиграла Кетеван Арахамии-Грант[4].

Представляла Польшу и Германию на шести шахматных олимпиадах (1996—2000, 2004, 2008, 2012), где в индивидуальном зачёте завоевала золотую (1996) и бронзовую (2004) медали, и на шести командных чемпионатах Европы (1992—2001, 2009—2015), где в командном зачёте завоевала золотую (2005) медаль.

## Личная жизнь
В конце 1990-х годов была в длительных отношениях с гроссмейстером Алексеем Шировым. В 1999 году у пары родилась дочь Маша. В 2006 году вышла замуж за немецкого шахматиста Кристиана Михну. С 2007 года живёт в Гамбурге. Мать троих детей — кроме дочери Маши, в семье два сына — Матеуш и Милош.